# Vukovich Peaks
Die Vukovich Peaks sind zwei klar definierte Berggipfel im ostantarktischen Prinzessin-Elisabeth-Land. Sie ragen aus einem Felsvorsprung am nördlichen Ende der Grove Mountains auf.
Kartiert wurden sie anhand von Luftaufnahmen, die zwischen 1956 und 1960 im Rahmen der Australian National Antarctic Research Expeditions entstanden. Das Antarctic Names Committee of Australia (ANCA) benannte sie am 29. Juli 1965 nach John N. Vukovich, Wetterbeobachter auf der Mawson-Station im Jahr 1963.